# Rafael del Villar
Rafael del Villar (né le 11 avril 1962 à Mexico), est un acteur mexicain.

## Carrière
Rafael del Villar commence sa carrière dans la telenovela Chispita en 1983. Rafael a joué dans plusieurs telenovelas telles que María Mercedes, Marimar, Tres mujeres, Mañana es para siempre, en 2009 dans la telenovela Camaleones et en 2012 dans Por que El Amor Manda en interprétant Eugenio.
Il a divorcé et a trois enfants : Rafael, Valeria et Anacleta.

## Filmographie

### Telenovelas
- 2014 : Hasta el fin del mundo : Largarica
- 2014 : Mi corazón es tuyo : Gilberto Rosales
- 2013 : Mentir para vivir : Lic. Julio Manrique
- 2013 : Corazón indomable : Dr. Guerra
- 2012-2013 : Porque el amor manda : Eugenio
- 2012 : Un refugio para el amor : Marcial
- 2011 : La Force du destin (La fuerza del destino) : Lic. Rubiales
- 2011 : Rafaela : Dr. Fernando Balboa
- 2010-2011 : Triunfo del amor : Thérapeute de Fernanda Sandoval
- 2009-2010 : Mar de amor : Enrique
- 2009-2010 : Camaleones : Damián Montenegro
- 2008-2009 : Mañana es para siempre : Simón Palafox
- 2008-2009 : Cuidado con el ángel : Tomás Millares
- 2008 : Las tontas no van al cielo : Jorge
- 2007 : Destilando amor : Eugenio Ferreyra
- 2006-2007 : Amar sin límites : Iván Dunov
- 2006 : Duelo de pasiones : Dr. Ricardo Fonseca
- 2005 : Contra viento y marea : Omar
- 2004-2005 : Apuesta por un amor : Domingo Ferrer
- 2004 : Corazones al límite : Professeur Muñoz
- 2003 : Niña amada mía : Lic. Pedro Landeta
- 2002 : Cómplices al rescate : Dr. Raúl Olivo
- 2001 : Aventuras en el tiempo : Représentant de El Brother
- 2000-2001 : Por un beso : Félix
- 2000-2001 : Carita de ángel : Vladimir
- 1999-2000 : Tres mujeres : Eduardo
- 1999 - 2000 : Cuento de navidad : Invité à la fête de Jaime
- 1999 : Infierno en el paraíso : Lic. Francisco Villanueva
- 1999 : El niño que vino del mar : Marco
- 1998 : Gotita de amor : Gilberto
- 1997 : Esmeralda : Sebastián Robles-Gil
- 1996 : La sombra del otro : Marcos Beltrán
- 1996 : Confidente de secundaria : Ricardo
- 1994 : Marimar : Esteban
- 1992 : María Mercedes : Ricardo
- 1992 : Carrusel de las Américas : Fernando Rico
- 1992 : El abuelo y yo : Ponciano
- 1991 : Madres egoístas : Héctor Cruz
- 1991 : La pícara soñadora : Lic. Argüeyo
- 1989-1990 : Simplemente María : Jacinto López
- 1988 : Dos vidas : Luis Carlos
- 1987-1988 : Rosa salvaje : Ramón Valadez
- 1986 : Pobre Juventud
- 1986 : Cicatrices del alma : Marco
- 1984 : Los años felices : Italo
- 1982 : Chispita

### Séries de télévision
- Hermanos y detectives : Alfonso Warman
- Mujer, casos de la vida real (participation dans 13 épisodes entre 1995 et 2006)

### Film
- 2004 : Cero y van 4 : Yuppie (Vida Express)